# Rearranjo de Meyer-Schuster
O rearranjo de Meyer-Schuster é a reação química descrita como um rearranjo catalisado por ácido de álcoois propargílicos a cetonas α,β-insaturadas.
Ácidos catalisadores podem incluir ácido acético, ácido sulfúrico e ácido clorídrico. Edens et al. tem investigado o mecanismo de reação.
Quando catalisado por uma base, a reação é chamada de reação de Favorskii.

## Variações

### Rearranjo de Rupe
A reação de álcoois terciários (frequentemente promovida por ácido fórmico) contendo grupos acetilênicos não produz os aldeídos esperados, mas preferencialmente metil cetonas α,β-insaturadas via um intermediário enina.